# Давиденко, Дмитрий Анатольевич
Дмитрий Анатольевич Давиденко (род. 1 апреля 1976, Улан-Удэ) — киновед, кандидат искусствоведения, продюсер, директор департамента кинематографии и цифрового развития Министерства культуры РФ, член нескольких экспертных советов Министерства культуры РФ,
попечительского совета Фонда поддержки регионального кинематографа. Входит в состав совета директоров киностудий «Ленфильм», «Союзмультфильм», Свердловской киностудии и Санкт-Петербургской студии документальных фильмов. Профессор ВГИКа (2024).

## Биография
Родился в 1976 году в Улан-Удэ. В 1998 году окончил киноведческое отделение сценарно-киноведческого факультета Всероссийского государственного института кинематографии им. С.А. Герасимова (мастерская Ростислава Юренева), поступил в аспирантуру. В 2004 году защитил диссертацию на соискание ученой степени кандидата искусствоведения по теме «Человек и действительность в отечественном кинематографе 70-х годов».
С 2012 года работал в качестве продюсера в кинокомпаниях «Красная стрела», «Продюсерская компания Валерия Тодоровского», «Мармот-фильм» над такими проектами, как «Географ глобус пропил», «Поддубный», «Оттепель» и др.
Занимался также проведением фестиваля российских фильмов «Русское возрождение» в Австралии и Новой Зеландии (2010—2020), Недели российского кино в Армении (2016—2019), фестиваля российских фильмов в Аргентине (2019).
В июне 2022 года назначен на должность директора департамента кинематографии и цифрового развития Министерства культуры РФ.  Газета «Коммерсантъ» оценила это назначение в условиях резкого сокращения проката зарубежных картин как выбор «кризисного продюсера» для российского кино.
Приоритетной мерой поддержки отечественного кинопроката Дмитрий Давиденко назвал увеличение производства национального контента. Он также объявил о создании совместно с Министерством промышленности и торговли России конкурса на финансирование фильмов производственной тематики. С 2023 года по его инициативе в экспертный совет Министерства культуры России по отбору сценариев для детских фильмов, претендующих на господдержку, вошли родители, учителя, детские психологи и депутаты.
Член совета директоров киностудий «Ленфильм», «Союзмультфильм», Свердловской киностудии и Санкт-Петербургской студии документальных фильмов.
С 2023 года руководит учебно-творческой мастерской на киноведческом отделении ВГИКа. С сентября 2024 года — профессор кафедры киноведения.

## Продюсерские работы
| Год  | Название                   | Режиссёр                          | Кинокомпания                                             |
| ---- | -------------------------- | --------------------------------- | -------------------------------------------------------- |
| 2021 | Дунай                      | Любовь Мульменко                  | Мармот-фильм                                             |
| 2021 | Герда                      | Наталья Кудряшова                 | Русское возрождение                                      |
| 2020 | Оптимисты. Карибский сезон | Алексей Попогребский              | Продюсерская компания Валерия Тодоровского               |
| 2020 | Гипноз                     | Валерий Тодоровский               | Мармот-фильм, Продюсерская компания Валерия Тодоровского |
| 2020 | Обитель                    | Александр Велединский             | Продюсерская компания Валерия Тодоровского               |
| 2020 | Бомба                      | Игорь Копылов                     | Мармот-фильм                                             |
| 2019 | Никто не узнает            | Алёна Званцова                    | Мармот-фильм                                             |
| 2019 | Одесса                     | Валерий Тодоровский               | Мармот-фильм                                             |
| 2018 | Ваш репетитор              | Антон Коломеец                    | Мармот-фильм                                             |
| 2018 | Ворона                     | Ольга Ангелова, Евгений Сосницкий | Мармот-фильм                                             |
| 2018 | Садовое кольцо             | Алексей Смирнов                   | Мармот-фильм                                             |
| 2018 | Частица вселенной          | Алёна Званцова                    | Мармот-фильм                                             |
| 2017 | Большой                    | Валерий Тодоровский               | Продюсерская компания Валерия Тодоровского               |
| 2017 | Оптимисты                  | Алексей Попогребский              | Продюсерская компания Валерия Тодоровского               |
| 2014 | Ладога                     | Александр Велединский             | Мармот-фильм                                             |
| 2014 | Царское дело               | Пётр Шепотинник                   | Русское возрождение                                      |
| 2014 | Поддубный                  | Глеб Орлов                        | Красная стрела                                           |
| 2013 | Оттепель                   | Валерий Тодоровский               | Мармот-фильм                                             |
| 2013 | Русская Австралия          | Мария Едемская                    | Русское возрождение                                      |
| 2013 | Географ глобус пропил      | Александр Велединский             | Красная стрела                                           |